# Sierras Pampeanas

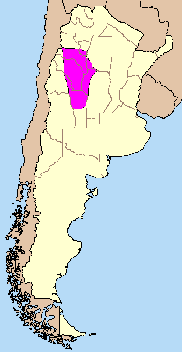
Localizzazione delle Sierras Pampeanas in Argentina.

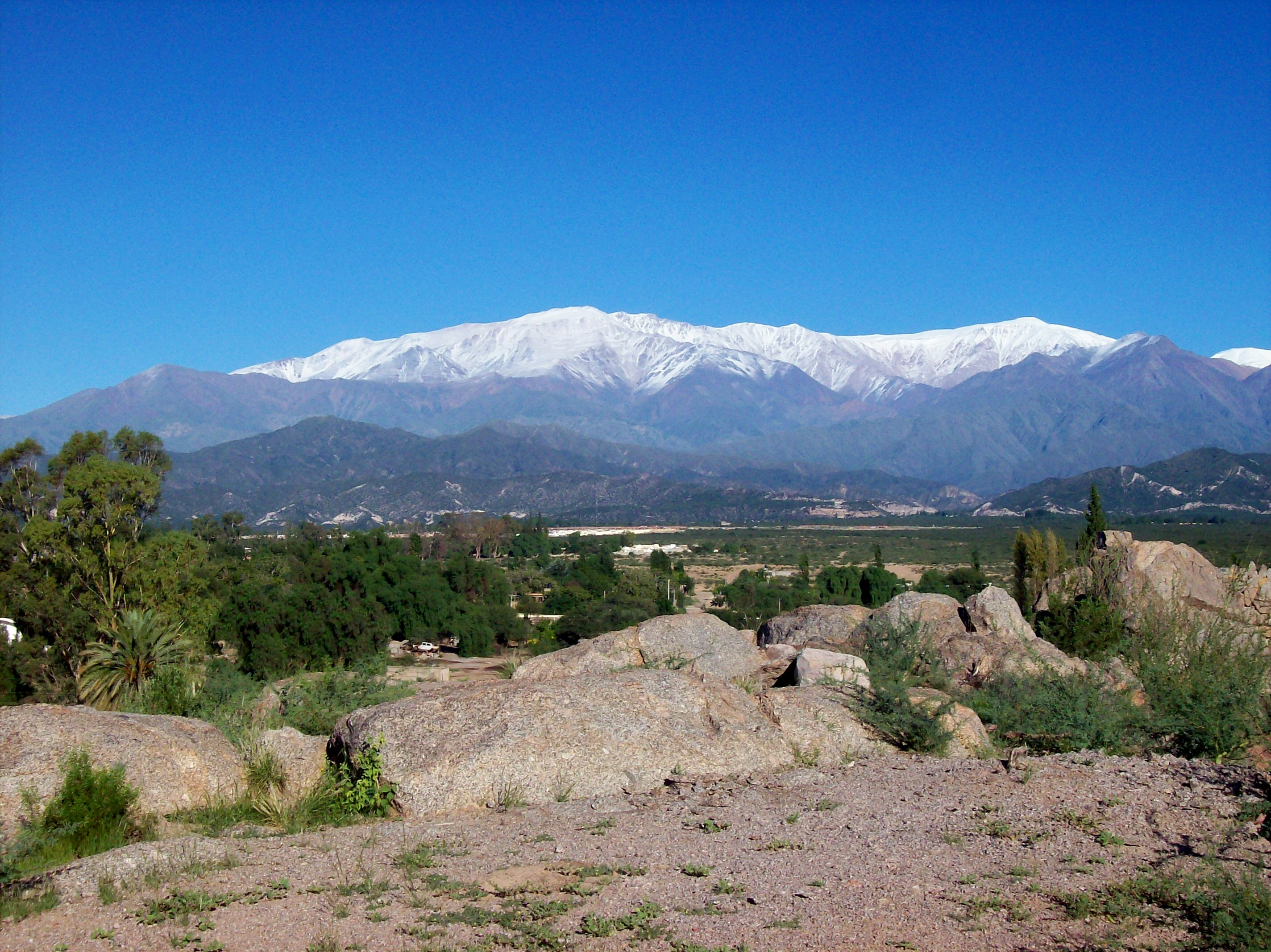
Cerro General Belgrano

Le Sierras Pampeanas sono una catena di montagne che si innalzano in modo ripido dalla circostante regione della pampa nella parte nordoccidentale dell'Argentina.
Corrono parallele alle Ande e la loro linea di cresta si trova a circa 540 km a est della linea di cresta delle Ande, comprese tra la latitudine 29°-35° S e la longitudine 65° W.
Attraversano sette province argentine: San Luis, San Juan, Córdoba, La Rioja, Catamarca, Santiago del Estero e Tucumán.

## Geografia
Il punto più elevato delle Sierras Pampeanas è il Cerro General Belgrano (chiamato anche Cerro Famatina) alto 6250 mlsm, situato nella provincia di La Rioja, nell'area della città di Famatina. La Sierra in questo settore è chiamata Sierra de Famatina.
I picchi delle vette montuose sono intervallati da depressioni riempite di sale, chiamate salinas. La depressione delle Salinas Grandes si estende nelle province di Córdoba, La Rioja, Catamarca e Santiago del Estero. Una caratteristica di queste catene montuose è la loro asimmetria morfologica: i pendii occidentali sono normalmente più ripidi di quelli orientali e per questo motivo i primi vengono localmente chiamati ''costas o cuestas (coste) mentre i secondi sono chiamati faldas o faldeos (falde). Le valli più strette vengono chiamate quebradas (gole) se sono importanti o abras (sella) se sono piccole; tali valli vengono utilizzate come collegamenti o valichi tra le zone montuose.
A causa dell'erosione e degli altri fenomeni geologici coinvolti (vulcani, ghiacciai, fiumi, movimenti tettonici) l'aspetto geomorfologico di questa area è estremamente vario. Si trovano dirupi e alvei fluviali stretti e scoscesi che ricevono il nome di cajones se sono di piccole dimensioni e cañones (canyon) se sono più grandi; vi sono anche numerose grotte e caverne. Alcune montagne sono separate da vaste aree aperte che sono troppo ampie per essere chiamate valli; in questo caso se il suolo è coperto principalmente di fango seccato, queste vaste aree vengono chiamate barreales (molto spesso nella parte più bassa di queste zone si trovano delle saline o depositi di sale); se le pianure sono elevate e non troppo estese, ricevono il nome di pampas.

## Geologia
Prima del Mesozoico le Sierras Pampeanas furono affette da cicli di eventi orogenetici prodotti da una serie di collisioni continente-continente lungo il margine Proto-Pacifico del supercontinente Gondwana. L'orogenesi pampeana del Neoproterozoico–Cambriano fu un evento importante lungo il margine sudoccidentale della Gondwana che coincise con la fine delle orogenesi brasiliana-Africana.
Nel Cambriano, la subduzione lungo margine Proto-Pacifico portò all'orogenesi famatiniana che condusse all'accrezione del microcontinente Cuyania sulla Gondwana. Nel Carbonifero inferiore, durante l'orogenesi gondwaniana, la Gondwana raggiunse la sua massima estensione e cominciò a fratturarsi nel Cretacico inferiore. Lungo il margine del Pacifico, la convergenza delle placche tettoniche portò ad una rinnovata subduzione che produsse le grandi province riolitiche e le cinture plutoniche del Permiano-Giurassico.
Quando l'Atlantico meridionale cominciò ad aprirsi in seguito ai plateau basaltici Paraná-Etendeka, l'orogenesi andina diede luogo alla formazione delle Ande, prodotte dal vulcanismo e dalle forze compressionali lungo il margine del Pacifico, ma produsse anche lo sviluppo di bacini estensionali in Sud America e di un margine passivo lungo la costa atlantica, processo tuttora in corso. Il basamento cristallino delle Sierras Pampeanas venne sollevato durante l'orogenesi andina al di sopra di segmento quasi orizzontatale della placca di Nazca che andava in subduzione. Le Sierras Pampeanas furono anche affette dall'arco magmatico di 700 km ad est della fossa di Atacama, durante il Miocene.